# Disocactus biformis
Disocactus biformis là một loài thực vật có hoa trong họ Cactaceae. Loài này được (Lindl.) Lindl. mô tả khoa học đầu tiên năm 1845.